# Leah Dizon

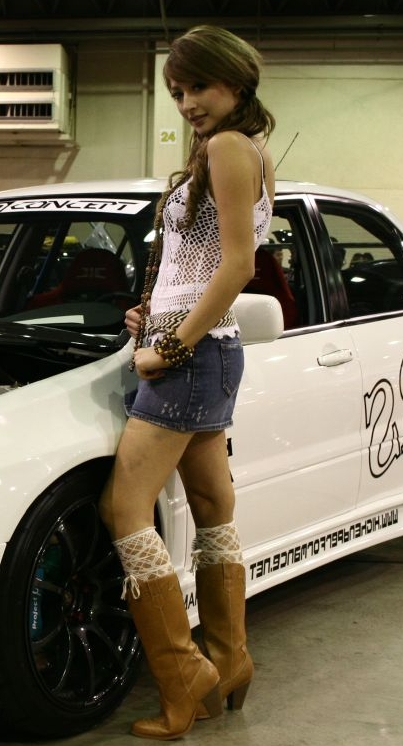
Leah Dizon (2005)

Leah Donna Dizon (japanisch リア・ディゾン Ria Dizon) (* 24. September 1986 in Las Vegas, Nevada, USA) ist ein US-amerikanisches Fotomodell und eine J-Pop-Sängerin. Ihre Mutter ist Franko-Amerikanerin, ihr Vater philippinischer Chinese.

## Leben

### Model
Ihre Karriere begann sie als Cover-Model für Automobilzeitschriften (DSPORT, Import Tuner und Super Street) und als Grid-Girl bei Autorennen in den USA. Dies brachte ihr eine große Fangemeinde in Asien, insbesondere Japan, ein.
Im Oktober 2006 brachte sie ihren ersten Fotoband Petite Amie heraus, ihr zweiter ハロリア! Hello! Leah folgte im Februar 2007.

### Film
Im 21-minütigen Kurzfilm Traffic in the Sky (Regie: Charles Yi) spielt sie eine der Hauptrollen. Dieser wurde am 24. März 2007 auf dem 25. jährlichen internationalen asiatisch-amerikanischen Film Festival in San Francisco vorgestellt.

### Gesangskarriere
Sie schickte ein Demo-Band an eine japanische Agentur. Als sie im April 2006 positive Nachricht erhielt, zog sie nach Tokio um.
Nachdem ihr Lied Fever nur als Download erhältlich war, veröffentlichte sie am 14. Februar 2007 ihre Debütsingle Softly unter dem Plattenlabel Victor Entertainment. Diese Single konnte sich in der ersten Woche Platz 5 in den täglichen und Platz 7 in den wöchentlichen japanischen Oricon-Charts sichern.

## Diskografie

### Alben
| Jahr | Titel            | Höchstplatzierung, Gesamtwochen, AuszeichnungChartsChartplatzierungen (Jahr, Titel, Platzierungen, Wochen, Auszeichnungen, Anmerkungen) | Anmerkungen                                                    |
| Jahr | Titel            | JP | Anmerkungen                                                    |
| ---- | ---------------- | --- | -------------------------------------------------------------- |
| 2007 | Destiny Line     | JP9 (9 Wo.)JP | Erstveröffentlichung: 12. September 2007 Verkäufe JP: + 55.091 |
| 2008 | Communication!!! | JP16 (4 Wo.)JP | Erstveröffentlichung: 20. August 2008 Verkäufe JP: + 13.533    |
| 2019 | For the World    | — | Erstveröffentlichung: 24. Juli 2019 EP                         |

### Singles
| Jahr | Titel Album                        | Höchstplatzierung, Gesamtwochen, AuszeichnungChartsChartplatzierungen (Jahr, Titel, Album, Platzierungen, Wochen, Auszeichnungen, Anmerkungen) | Anmerkungen                                                  |
| Jahr | Titel Album                        | JP | Anmerkungen                                                  |
| ---- | ---------------------------------- | --- | ------------------------------------------------------------ |
| 2007 | Softly Destiny Line                | JP7 (17 Wo.)JP | Erstveröffentlichung: 14. Februar 2007 Verkäufe JP: + 48.554 |
| 2007 | Koi Shiyō (恋しよう♪) Destiny Line | JP7 Gold (Digital) · (12 Wo.)JP | Erstveröffentlichung: 30. Mai 2007 Verkäufe JP: + 49.251     |
| 2007 | Love U Destiny Line                | JP16 (6 Wo.)JP | Erstveröffentlichung: 8. August 2007 Verkäufe JP: + 20.115   |
| 2008 | Love Paradox Communication         | JP15 (5 Wo.)JP | Erstveröffentlichung: 26. März 2008 Verkäufe JP: + 10.998    |
| 2008 | Vanilla Communication              | JP26 (4 Wo.)JP | Erstveröffentlichung: 25. Juni 2008 Verkäufe JP: + 8.312     |
| 2019 | For The World For the World        | — | Erstveröffentlichung: 2019                                   |
| 2020 | Only You –                         | — | Erstveröffentlichung: 2020                                   |